# Bulahivka, Pavlohrad
Bulahivka (în ucraineană Булахівка) este localitatea de reședință a comunei Bulahivka din raionul Pavlohrad, regiunea Dnipropetrovsk, Ucraina.

## Demografie
Componența lingvistică a localității Bulahivka
     Ucraineană (94,22%)
     Rusă (5,17%)
     Alte limbi (0,24%)
Conform recensământului din 2001, majoritatea populației localității Bulahivka era vorbitoare de ucraineană (94,22%), existând în minoritate și vorbitori de rusă (5,17%).